# Saint-Léger-des-Vignes
 Saint-Léger-des-Vignes  es una población y comuna francesa, situada en la región de Borgoña, departamento de Nièvre, en el distrito de Nevers y cantón de La Machine.

## Demografía
| 850 | 702 | 598 | 456 | 1 254 | 1 189 | 1 366 | 1 549 | 1 739 | 1 844 | 1 894 | 1 807 | 1 796 | 1 771 | 1 824 | 1 815 | 1 845 | 1 790 | 1 792 | 1 789 | 1 864 | 1 659 | 1 780 | 1 529 | 1 709 | 1 857 | 2 083 | 2 090 | 2 171 | 2 176 | 2 181 | 2 059 |
| Para los censos de 1962 a 1999 la población legal corresponde a la población sin duplicidades (Fuente: INSEE [Consultar]) |     |     |     |       |       |       |       |       |       |       |       |       |       |       |       |       |       |       |       |       |       |       |       |       |       |       |       |       |       |       |       |